# Xã Hawkeye, Quận Divide, Bắc Dakota
Xã Hawkeye (tiếng Anh: Hawkeye Township) là một xã thuộc quận Divide, tiểu bang Bắc Dakota, Hoa Kỳ. Năm 2010, dân số của xã này là 33 người.